# والتر أندرادي
والتر أندرادي (بالإسبانية: Walter Andrade) هو لاعب كرة قدم بيروفي في مركز الدفاع، ولد في 11 يونيو 1982 في بيرو. لعب مع Unión Comercio ‏.

## وصلات خارجية
- والتر أندرادي على موقع قاعدة بيانات كرة القدم.إي يو (الإنجليزية)
- والتر أندرادي على موقع Soccerway.com (الإنجليزية)